# Associatie van sleedoorn en eenstijlige meidoorn
De associatie van sleedoorn en eenstijlige meidoorn (Pruno-Crataegetum) is een associatie uit het verbond van sleedoorn en meidoorn (Carpino-Prunion). Het is een plantengemeenschap die voorkomt op vochtige, neutrale tot basische bodems en die gekenmerkt worden door een dichte, bloemen- en vruchtenrijke struiklaag met vooral stekel- en doornstruiken, zoals eenstijlige meidoorn, sleedoorn en hondsroos, en een goed ontwikkelde kruidlaag.
Deze associatie is zowel in Nederland als in Vlaanderen vrij algemeen en wijd verspreid.

## Naamgeving en codering
| Pruno spinosae-Crataegetum (Soó 1927) Hueck 1931 |

- Syntaxoncode voor Nederland (rVvN): r40Ab01

De wetenschappelijke naam Pruno-Crataegetum is afgeleid van de botanische namen van twee diagnostische doornstruiksoorten binnen de associatie. Dit zijn sleedoorn (Prunus spinosa) en eenstijlige meidoorn (Crataegus monogyna).

## Fysiognomie

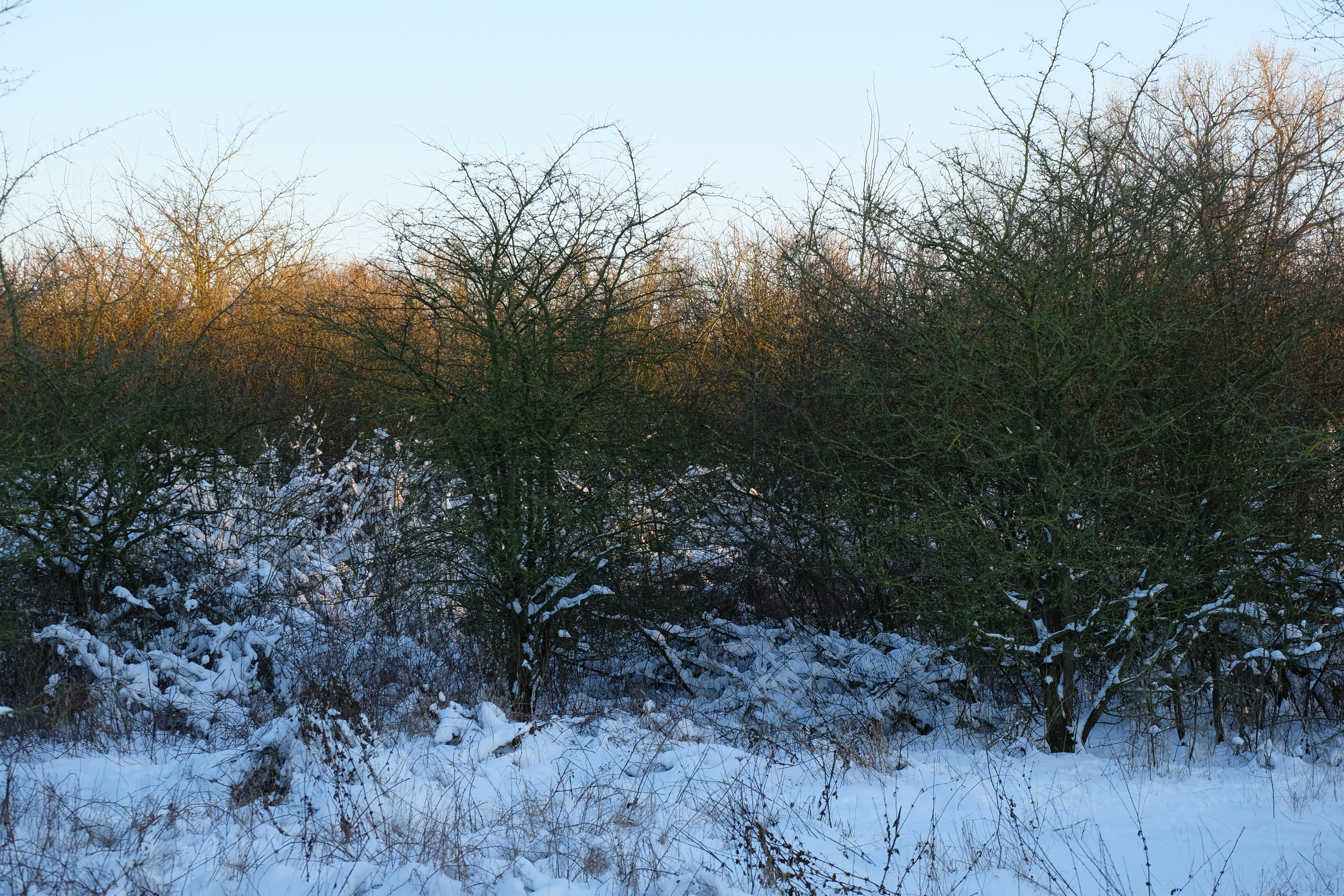
Aspect van de associatie van sleedoorn en meidoorn in de winter.

De associatie van sleedoorn en eenstijlige meidoorn manifesteert zich altijd in de formatie van een loofstruweel. De vegetatiestructuur van de associatie wordt gekenmerkt door een dominante struiklaag die zeer bloem- en vruchtenrijk is. In de regel ontbreekt een 'echte' boomlaag, alhoewel het soms kan voorkomen dat er ook enkele loofbomen in het struweel staan. Vooral wanneer de associatie optreedt als mantel van een bosrand zijn er vaak kleine loofbomen in de struiklaag aanwezig.
De kruidlaag is meestal soortenrijk en goed ontwikkeld, met voornamelijk ruigte- en boskruiden. Een moslaag is zelden aanwezig.

## Ecologie
De associatie van sleedoorn en eenstijlige meidoorn komt voor op eutrofe tot mesotrofe, basische tot licht zure, kleiige of lemige of plaatselijk zelfs kalkrijke bodems. De standplaatsen zijn in de regel matig vochtig tot nat, en vegetaties met eenstijlige meidoorn verdragen zelfs tijdelijke overstromingen.
Deze associatie komt in Nederland en Vlaanderen vooral lintvormig voor als aangeplante heggen en als mantel van bosranden en houtwallen, opvallend vaak langs snelwegen.

## Subassociaties in Nederland en Vlaanderen
Binnen de associatie van sleedoorn en eenstijlige meidoorn worden in Nederland en Vlaanderen vier subassociaties onderscheiden.

### Typische subassociatie
De typische subassociatie (Pruno-Crataegetum typicum) heeft voor Nederland de syntaxoncode r40Ab01a.

### Subassociatie met koebraam

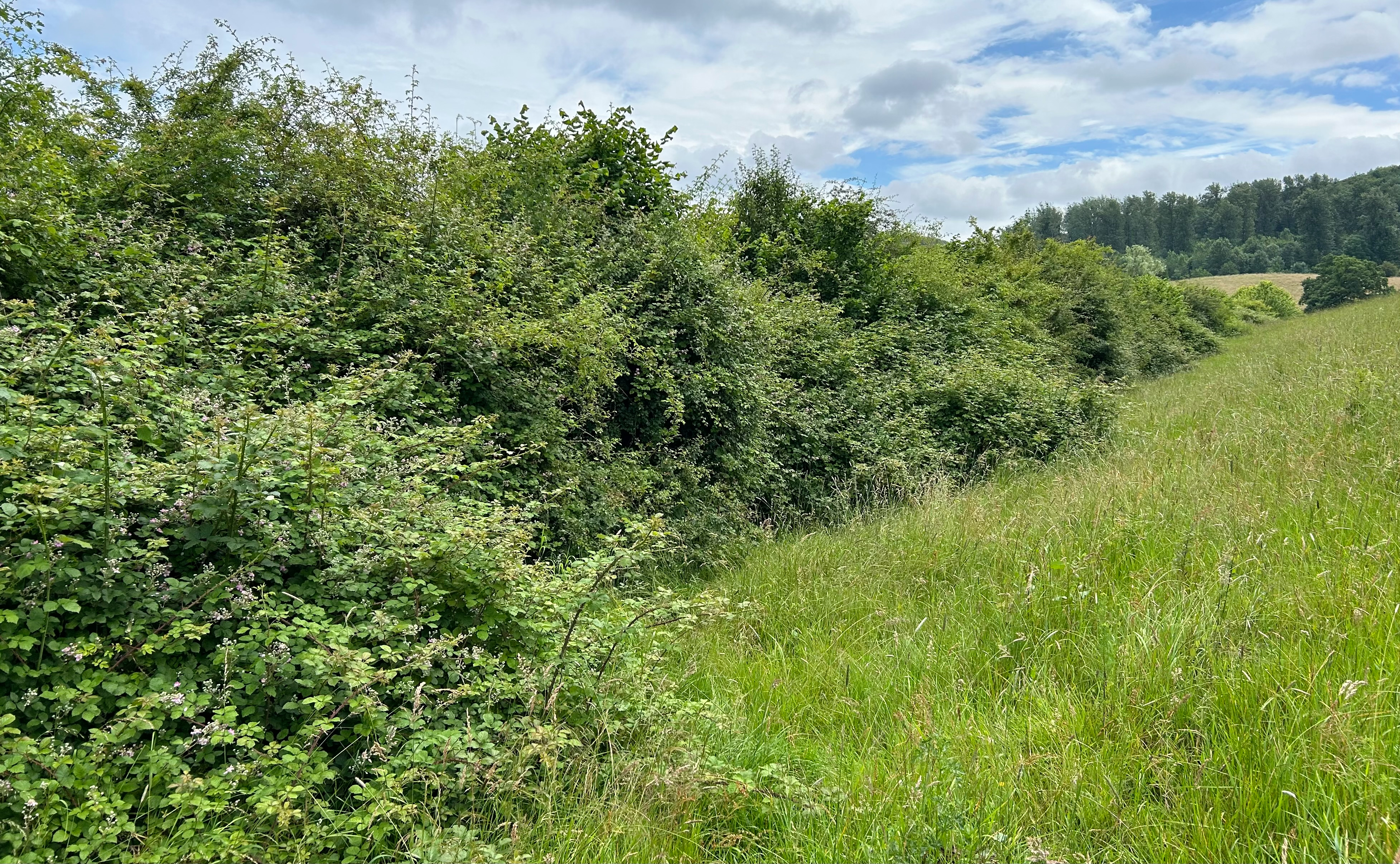
Zomeraspect van de subassociatie met koebraam, met koebraam in bloei.

Een subassociatie met koebraam (Pruno-Crataegetum rubetosum ulmifolii) wordt substantieel gekenmerkt door een zeer hoge presentie en relatief hoge bedekking van koebraam in zowel de kruid- als de struiklaag. Deze braamsoort staat te boek als de enige differentiërende soort voor deze subassociatie binnen Nederland en Vlaanderen. Vergeleken met de andere subassociaties binnen de associatie van sleedoorn en eenstijlige meidoorn gaat het hier dikwijls om de meest stekelige struwelen, waarin naast koebraam ook rozen sterk bijdragen aan de relatief stekelige symmorfologie van het struweel. Daarnevens valt op dat de vrij zeldzame klassekensoort beklierde heggenroos relatief vaak in deze subassociatie voorkomt; hondsroos is een constant taxon. Deze subassociatie komt vrijwel uitsluitend voor op kalkhoudende klei. In Nederland betreft het een zeldzame gemeenschap met twee duidelijke zwaartepunten in Zeeland en Zuid-Limburg, waar het lokaal wel algemeen kan zijn in vooral halfnatuurlijke landschappen. De Nederlandse syntaxoncode (conform de rVvN) voor de subassociatie met koebraam is r40Ab01b.

### Subassociatie met Gelderse roos
Een subassociatie met Gelderse roos (Pruno-Crataegetum viburnetosum opuli) kent fysiognomisch vaak geen hele opvallende kenmerken. In de struiklaag komt Gelderse roos relatief vaak voor en geldt als differentiërende soort. In de kruidlaag differentiëren dolle kervel, dagkoekoeksbloem, knopig helmkruid, heggenduizendknoop, vijfvingerkruid, kruisbladwalstro en gewoon speenkruid deze subassociatie. Het komt voor op nooit tot zeer zelden overstroomde zand-, klei- en leemgronden. In Nederland is de subassociatie met Gelderse roos te vinden op de zandgronden van Zuid-Limburg, Noord-Brabant, Oost-Gelderland, Overijssel en de Friese Wouden. De syntaxoncode voor Nederland (conform de rVvN) is r40Ab01c.

### Subassociatie met bosrank

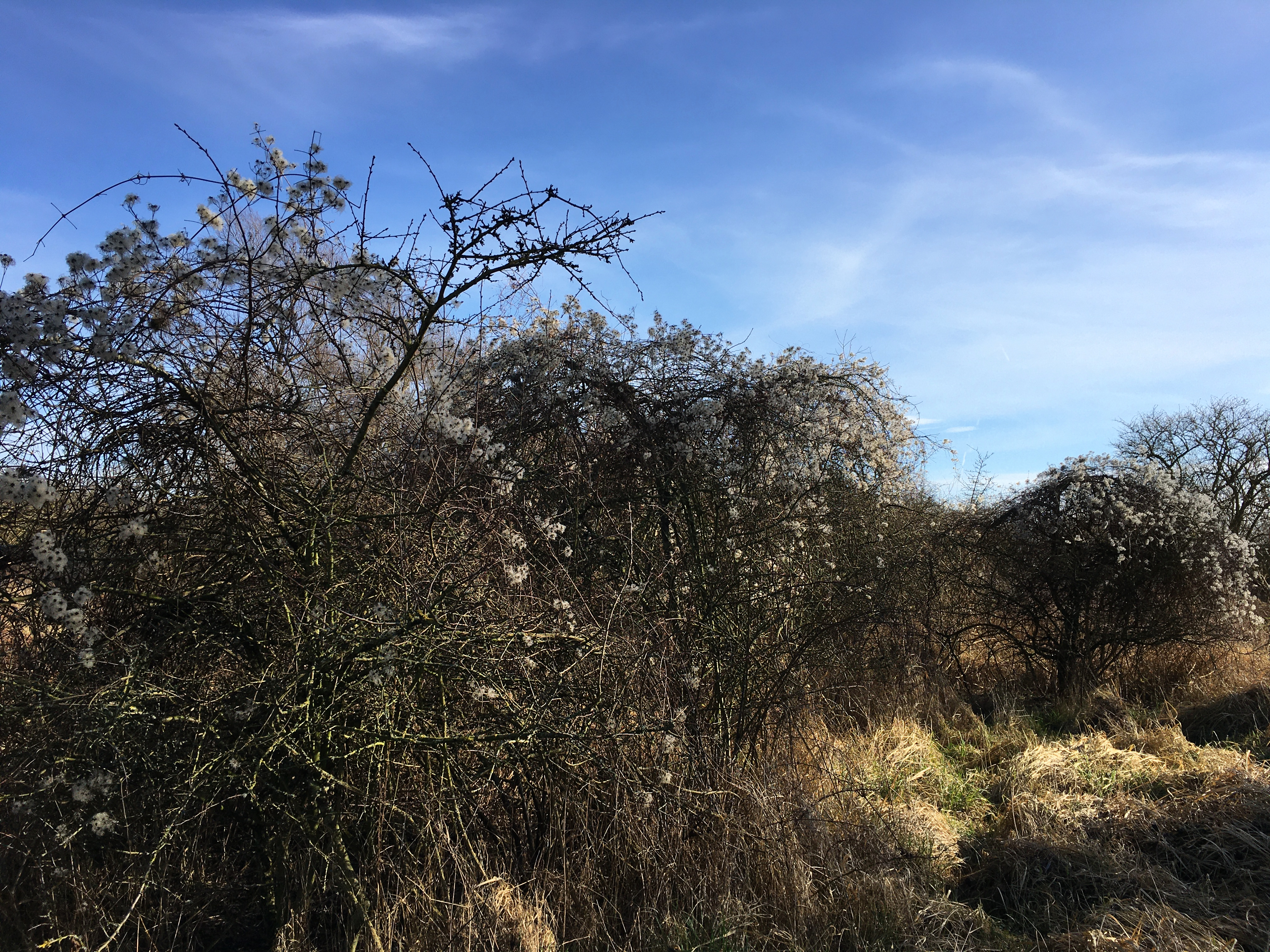
Winteraspect van de subassociatie met bosrank

Een subassociatie met bosrank (Pruno-Crataegetum clematidetosum) is fysiognomisch zeer sterk gekenmerkt door de vaak hoge bedekking van bosrank in de struiklaag. De voornoemde liaan besluiert vaak de struiken. Alhoewel bosrank soms ook in de andere subassociaties voor kan komen, is zij niet zo aspectbepalend als in deze subassociatie. De vegetatie is gebonden aan kalk- en nitraatrijke bodems. Meestal treedt de vegetatie lintvormig op langs wegen en als mantel langs loofbos, vooral bij hellingen. In Nederland heeft de subassociatie een duidelijk zwaartepunt in Zuid-Limburg en in het oostelijk deel van het rivierengebied. De syntaxoncode voor Nederland is r40Ab01d.

## Successie
De associatie van sleedoorn en eenstijlige meidoorn is een vervangingsgemeenschap van loofbossen uit de klasse van eiken- en beukenbossen op voedselrijke grond.
Ze ontstaat op natuurlijke wijze in verschillende graslandentypen door het wegvallen of sterk verminderen van beweiding of beheer. De associatie kan zeer lang blijven bestaan, voor zij uiteindelijk terug evolueert naar loofbos. De eerste stappen in deze successie is het opduiken van zomereik en es in de struikengordel.
Wordt het struweel gerooid en gemaaid, dan ontwikkelt zich meestal de glanshaver-associatie of de associatie van dauwbraam en marjolein.

## Vegetatiezonering
De associatie van sleedoorn en meidoorn vormt veelal contactgemeenschappen met vegetatie uit de klasse van matig voedselrijke graslanden, de klasse van nitrofiele zomen of de marjolein-klasse. Ook bosgemeenschappen uit de klasse van eiken- en beukenbossen op voedselrijke grond en de klasse van wilgenvloedbossen en -struwelen kunnen contactgemeenschappen vormen wanneer de associatie als mantel van een bosrand optreedt.

### Microgemeenschappen
Een veel voorkomende microgemeenschap in de associatie van sleedoorn en eenstijlige meidoorn is de kapjesvingermos-associatie (Physcietum adscendentis). Deze nitrofiele inslaggemeenschap is vaak te zien op de takken en twijgen van de doornstruiken van deze associatie.

## Verspreiding
De associatie van sleedoorn en eenstijlige meidoorn heeft een breed verspreidingsgebied, van Groot-Brittannië en West-Europa tot in Oost- en Zuidoost-Europa. beperkt tot atlantisch en subatlantisch Europa, van Zuid-Zweden over Denemarken tot in Midden-Duitsland.
In Nederland is ze algemeen en verspreid, vooral in het fluviatiel district, de pleistocene districten, het estuariëndistrict en in Zuid-Limburg.
Ook in Vlaanderen komt deze associatie zeer verspreid voor, voornamelijk in de West-Vlaamse Heuvelstreek, de Vlaamse Ardennen, Haspengouw, de Polderstreek, de Antwerpse fortengordel en de Zuiderkempen.

## Diagnostische taxa voor Nederland en Vlaanderen
De associatie van sleedoorn en eenstijlige meidoorn wordt in de regel gedomineerd door de klassekensoorten eenstijlige meidoorn, hondsroos, sleedoorn (die in deze associatie zijn optimum kent), gewone vlier, rode kornoelje en wilde kardinaalsmuts.
De kruidlaag telt vier voor de associatie specifieke kensoorten, waarvan enkel de hop algemeen voorkomt. Het groot warkruid, de besanjelieren het hopwarkruid zijn in Vlaanderen en Nederland zeldzaam. Ook de klassekensoorten heggerank, bosrank en koebraam komen voor, zij het niet algemeen. Verder vinden we in deze vegetatie vooral veel nitrofiele planten als grote brandnetel, hondsdraf en kleefkruid, en (sinds het begin van de twintigste eeuw steeds minder) typische bosplanten als look-zonder-look, geel nagelkruid en dolle kervel.
In de onderstaande synoptische tabel staan de belangrijkste diagnostische plantentaxa van de associatie van sleedoorn en eenstijlige meidoorn voor Nederland en Vlaanderen.
Boomlaag
| Kentaxon | Diff.soort | Presentie | Triviale naam | Botanische naam    | Opmerking |
| -------- | ---------- | --------- | ------------- | ------------------ | --------- |
|          |            | > 30%     | gewone es     | Fraxinus excelsior |           |
|          |            | > 20%     | zomereik      | Quercus robur      |           |

Struiklaag
| Kentaxon | Diff.soort | Presentie | Triviale naam        | Botanische naam    | Opmerking                       |
| -------- | ---------- | --------- | -------------------- | ------------------ | ------------------------------- |
| kK       |            | > 80%     | eenstijlige meidoorn | Crataegus monogyna |                                 |
| kK       |            | > 60%     | hondsroos            | Rosa canina        |                                 |
| kK       |            | > 50%     | sleedoorn            | Prunus spinosa     |                                 |
| kK       |            | > 50%     | gewone vlier         | Sambucus nigra     |                                 |
| kK       |            | > 30%     | rode kornoelje       | Cornus sanguinea   |                                 |
| kK       |            | > 20%     | wilde kardinaalsmuts | Euonymus europaeus |                                 |
| kK       |            | > 10%     | wegedoorn            | Rhamnus cathartica |                                 |
|          | dS         |           | Gelderse roos        | Viburnum opulus    | subassociatie met Gelderse roos |

Kruidlaag
| Kentaxon | Diff.soort | Presentie | Triviale naam        | Botanische naam       | Opmerking |
| -------- | ---------- | --------- | -------------------- | --------------------- | --------- |
| kA       |            | > 30%     | hop                  | Humulus lupulus       |           |
| kA       |            | < 10%     | groot warkruid       | Cuscuta europaea      |           |
| kA       |            | < 10%     | besanjelier          | Cucubalus baccifera   |           |
| kA       |            | < 10%     | hopwarkruid          | Cuscuta lupuliformis  |           |
| kK       |            | > 20%     | heggenrank           | Bryonia dioica        |           |
| kK       |            | > 10%     | bosrank              | Clematis vitalba      |           |
| kK       |            | > 10%     | koebraam             | Rubus ulmifolius      |           |
|          |            | > 80%     | grote brandnetel     | Urtica dioica         |           |
|          |            | > 60%     | hondsdraf            | Glechoma hederacea    |           |
|          |            | > 50%     | kleefkruid           | Galium aparine        |           |
|          |            | > 40%     | kropaar              | Dactylis glomerata    |           |
|          |            | > 40%     | dauwbraam            | Rubus caesius         |           |
|          |            | > 30%     | kweek                | Elymus repens         |           |
|          |            | > 30%     | ruw beemdgras        | Poa trivialis         |           |
|          |            | > 30%     | bitterzoet           | Solanum dulcamara     |           |
|          |            | > 20%     | look-zonder-look     | Alliaria petiolata    |           |
|          |            | > 20%     | dolle kervel         | Chaerophyllum temulum |           |
|          |            | > 20%     | haagwinde            | Convolvulus sepium    |           |
|          |            | > 20%     | fluitenkruid         | Anthriscus sylvestris |           |
|          |            | > 20%     | geel nagelkruid      | Geum urbanum          |           |
|          |            | > 20%     | akkerdistel          | Cirsium arvense       |           |
|          |            | > 20%     | glanshaver           | Arrhenatherum elatius |           |
|          |            | > 20%     | kruipende boterbloem | Ranunculus repens     |           |
|          |            | > 10%     | vogelmuur            | Stellaria media       |           |

Moslaag
| Kentaxon | Diff.soort | Presentie | Triviale naam  | Botanische naam      | Opmerking |
| -------- | ---------- | --------- | -------------- | -------------------- | --------- |
|          |            | 11%       | fijn laddermos | Kindbergia praelonga |           |

## Fauna
De associatie van sleedoorn en eenstijlige meidoorn vormt een belangrijke plek voor verscheidene dieren. Zo zijn deze struwelen een belangrijke kraamplek voor vlindersoorten zoals de meidoornstippelmot, die sleedoorn en eenstijlige meidoorn als waardplant gebruikt, en waarvan vaak de rupsennesten al van een afstand in dit struweel te zien zijn. Voor vogels vormt dit struweeltype vooral in de herfst een belangrijke foerageerplaats vanwege de vele steenvruchten die dit struweel levert.

## Fotogalerij

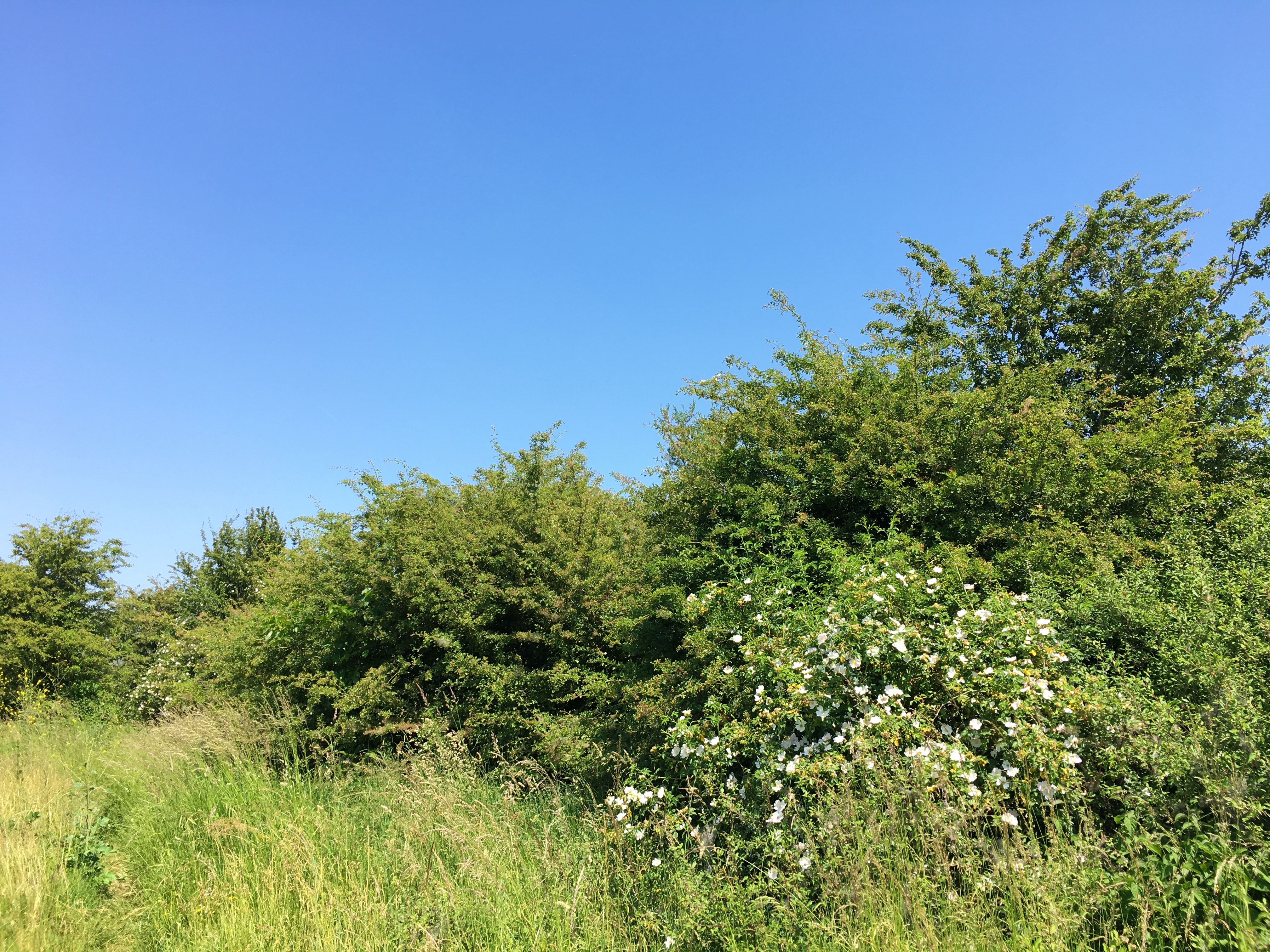
Een vroeg zomeraspect van typische subassociatie
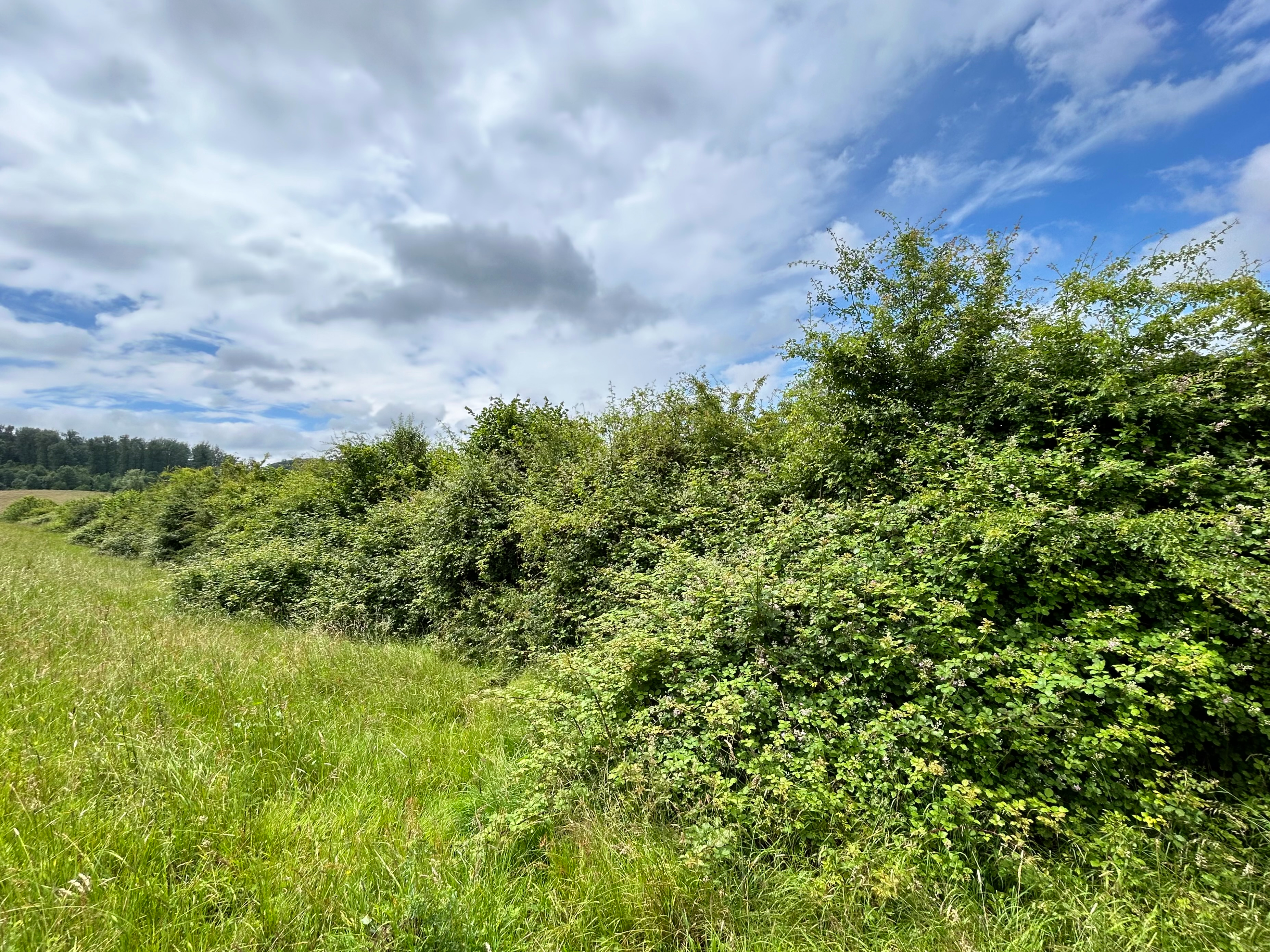
Een vroeg zomeraspect van de subassociatie met koebraam
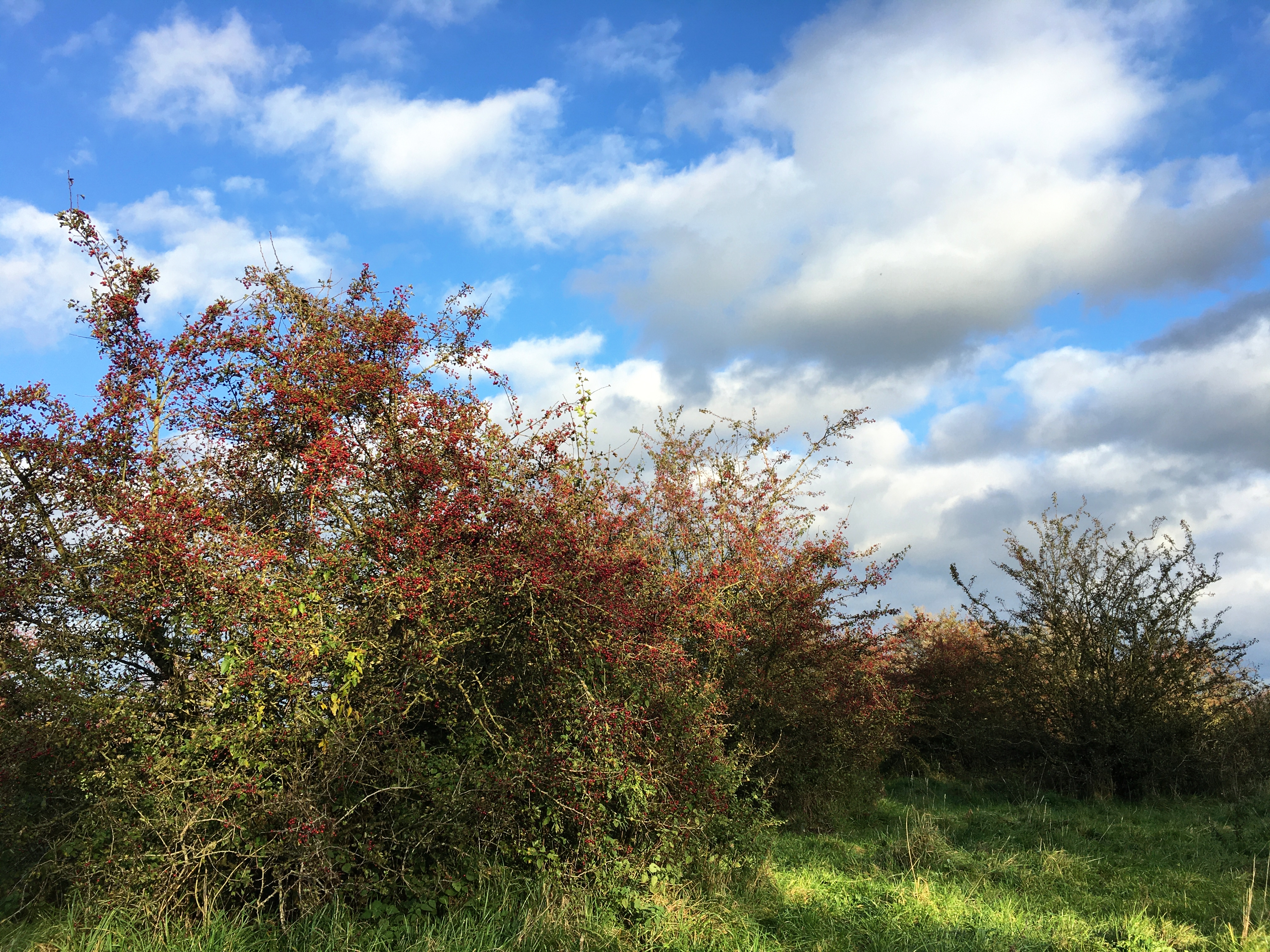
Een herfstaspect van de typische subassociatie
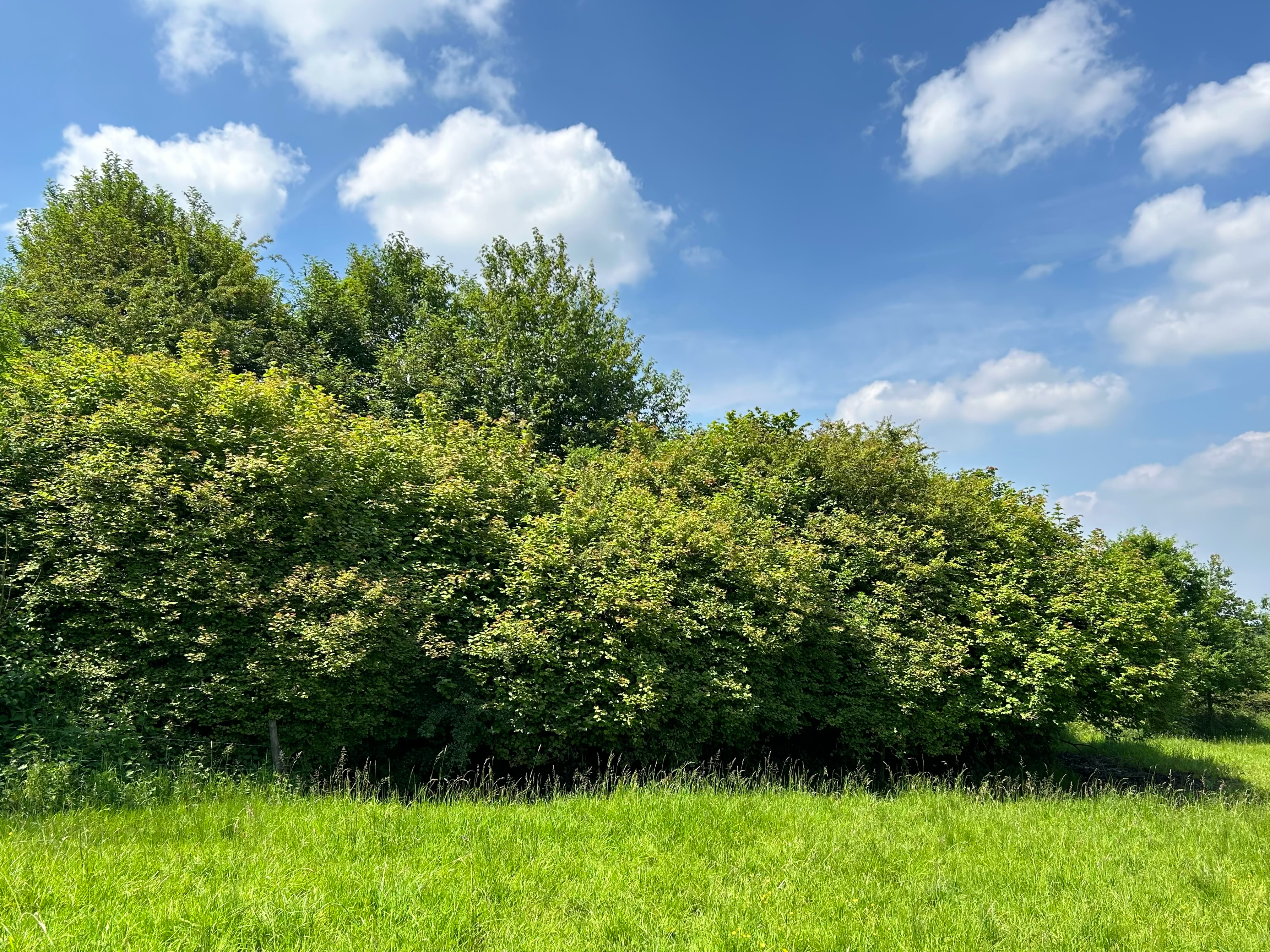
Een vroeg zomeraspect van de subassociatie met Gelderse roos
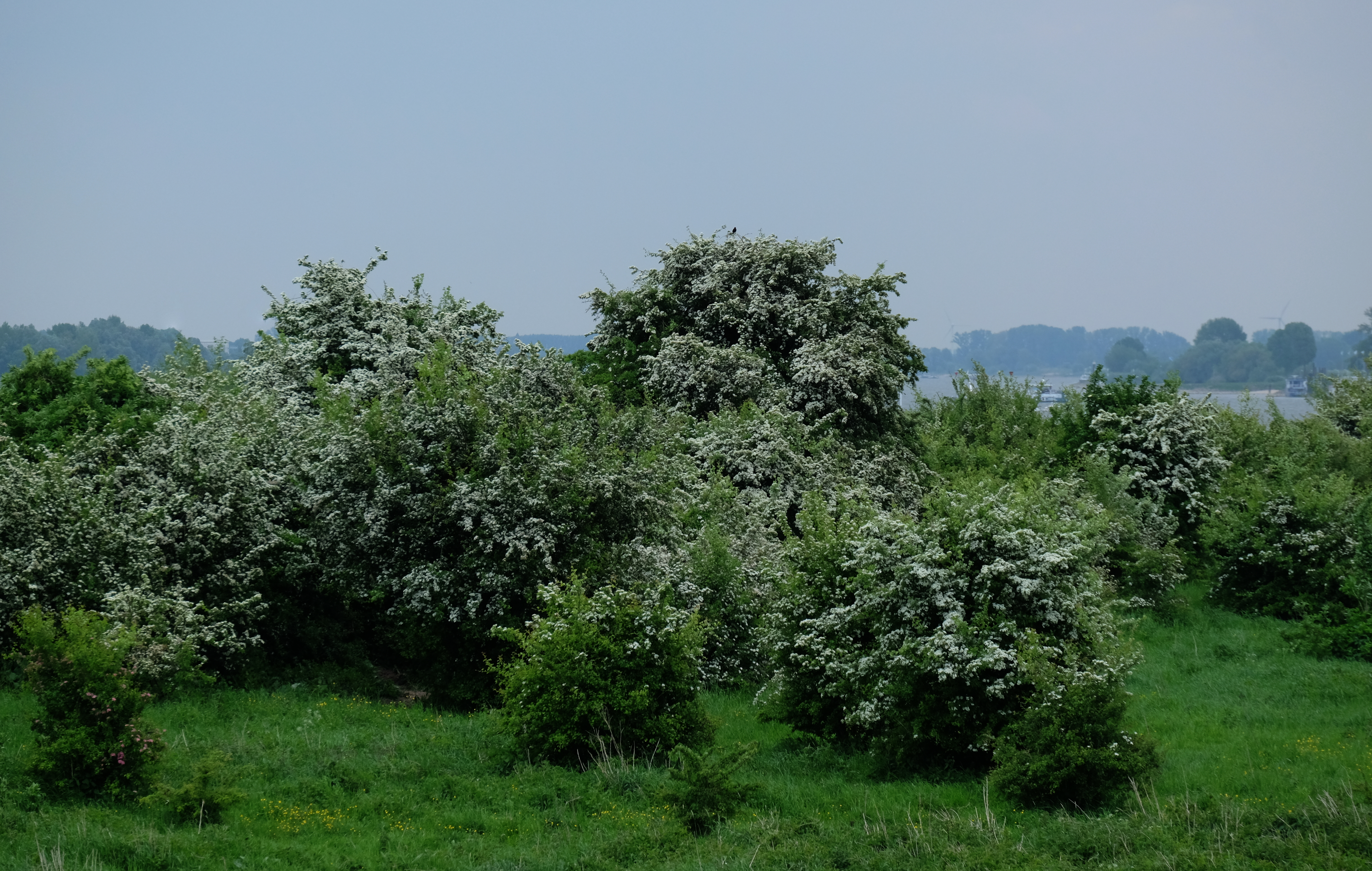
Vegetatieaspect in juni
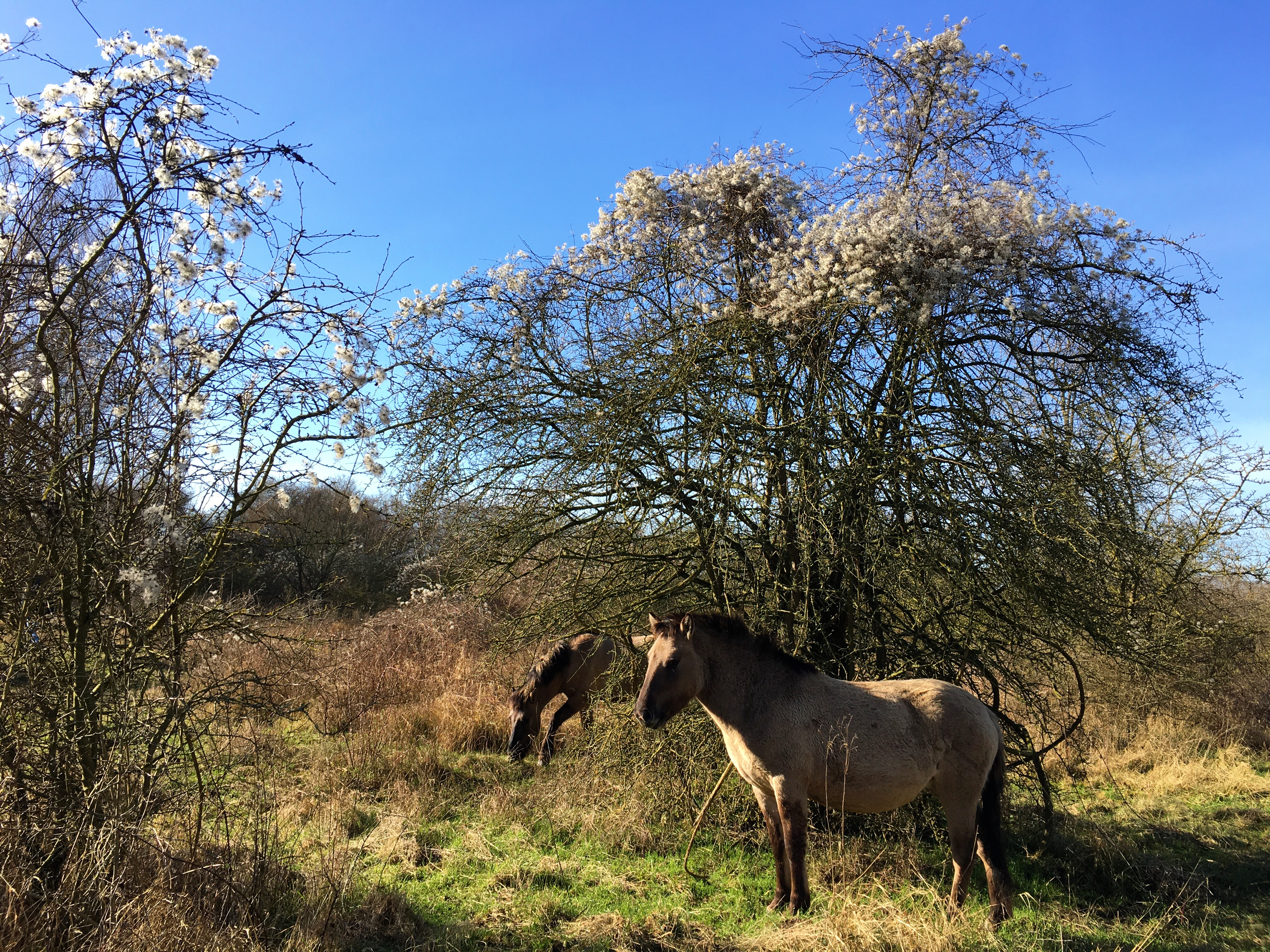
Subassociatie met bosrank (winteraspect)
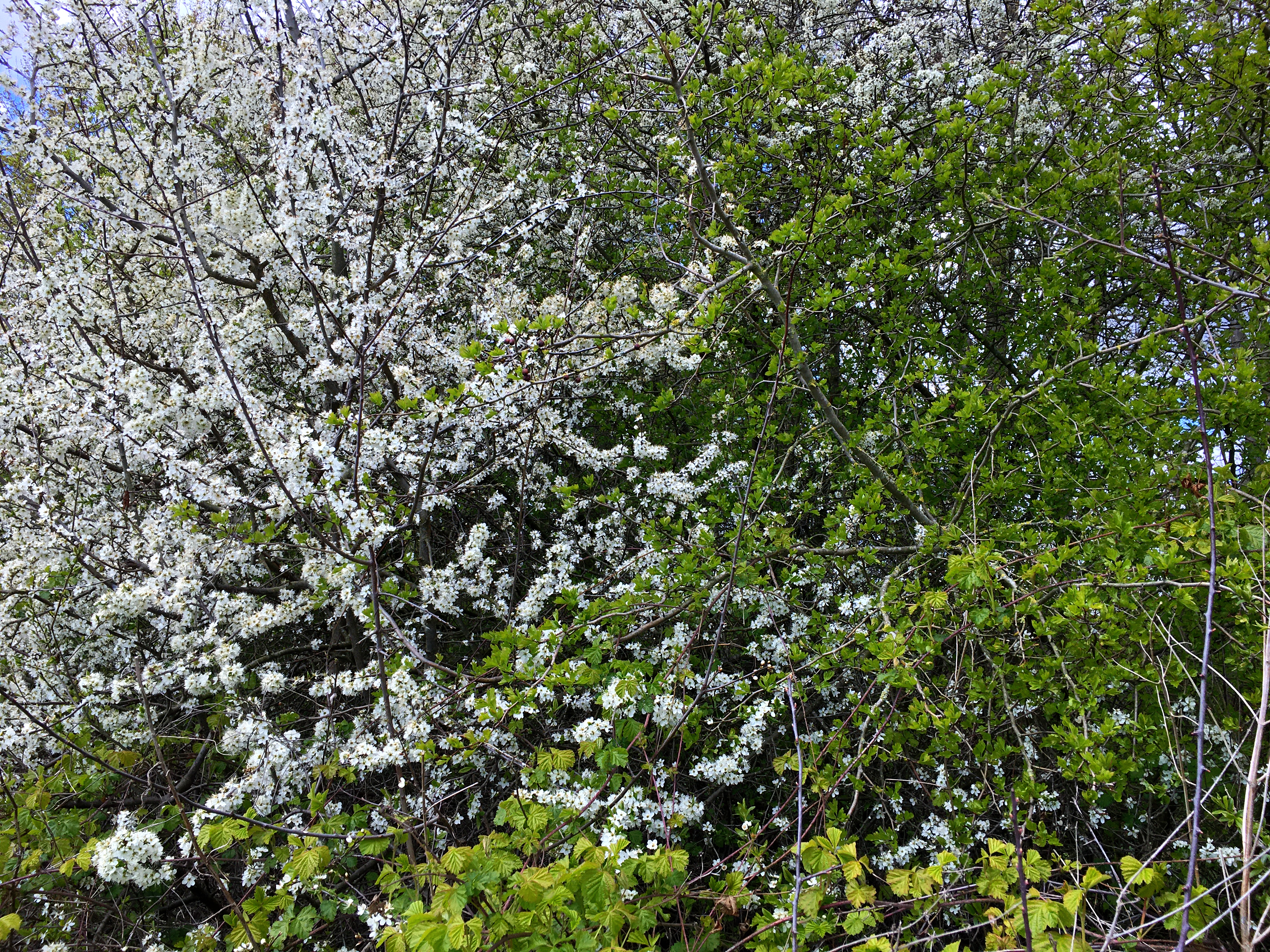
Struiklaag, met beide naamgevende soorten
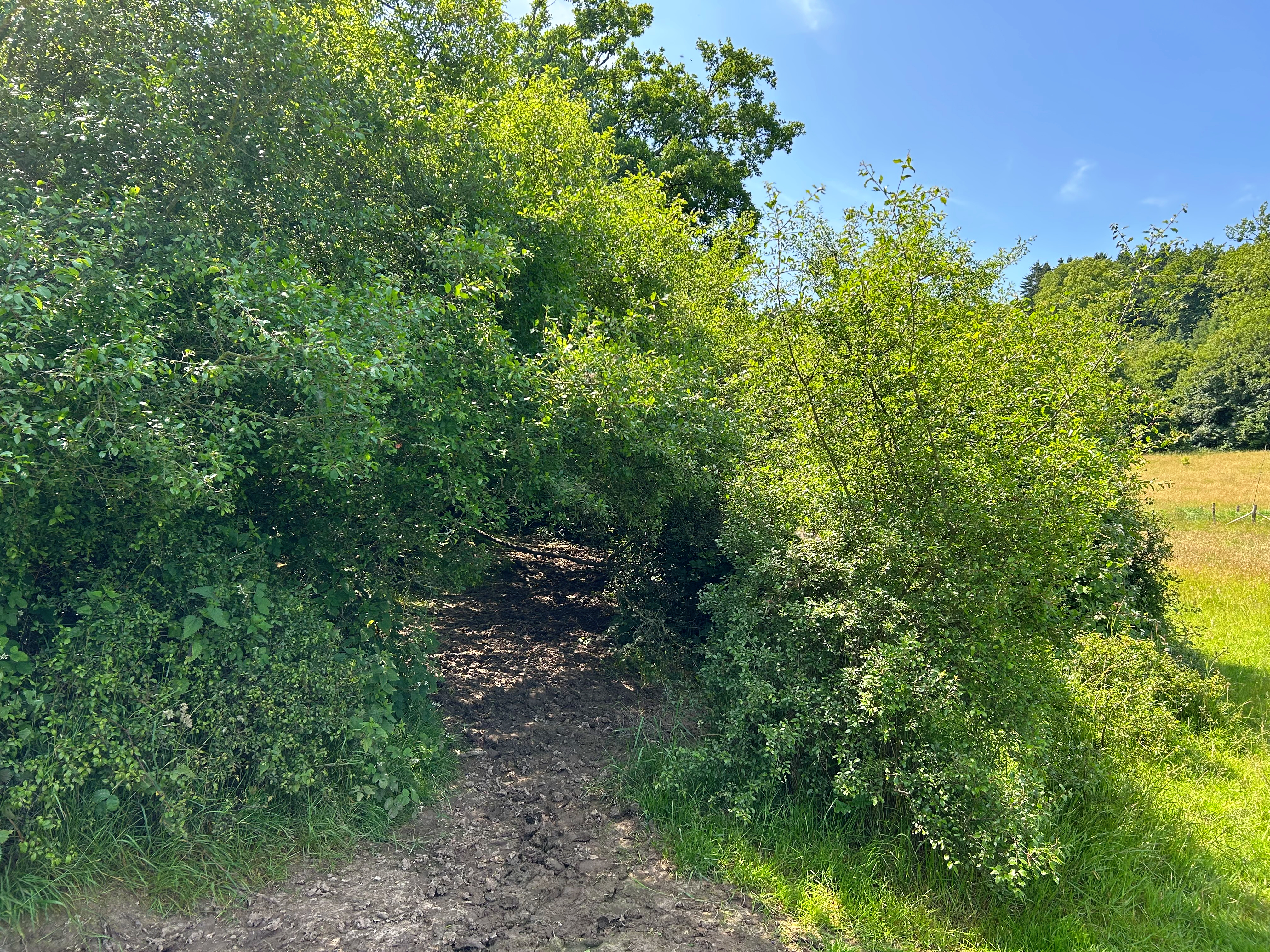

Orde: Sleedoorn-orde (Prunetalia spinosae)

Verbond: Verbond van sleedoorn en bramen (Pruno-Rubion sprengelii)

Associaties:
Associatie van rode kornoelje en fraaie kambraam (Corno sanguineae-Rubetum vestiti)
 Associatie van sleedoorn en rode grondbraam (Pruno spinosae-Rubetum sprengelii) 
Associatie van egelantier en gedraaide koepelbraam (Roso rubiginosae-Rubetum affinis)

Verbond: Verbond van sleedoorn en meidoorn (Carpino-Prunion)

Associaties:
Associatie van sleedoorn en eenstijlige meidoorn (Pruno-Crataegetum)
 Associatie van hondsroos en jeneverbes (Roso-Juniperetum)

Verbond: Liguster-verbond (Berberidion vulgaris)

Associaties:
Associatie van wegedoorn en eenstijlige meidoorn (Rhamno-Crataegetum)
Associatie van rozen en liguster (Pruno spinosae-Ligustretum)
Associatie van hazelaar en purperorchis (Orchido-Cornetum)

Orde: Trosvlier-orde (Sambucetalia racemosae)

Verbond: Verbond van trosvlier en boswilg (Sambuco racemosae-Salicion capreae)

Associaties:
 Boswilg-associatie (Salicetum capreae)
Verbond: Verbond van wijfjesvaren en framboos (Athyrio filicis-feminae-Rubion idaei)

Associaties:
Associatie van schaduwkruiskruid en tere woudbraam (Senecioni ovati-Rubetum iuvenis)

Associatie van trosvlier en ruwe raspbraam (Sambuco racemosae-Rubetum rudis)
Associatie van sierlijke woudbraam (Rubetum pedemontani)